# حازم جسام
حازم جسام (مواليد 1 يوليو 1949) هو لاعب كرة قدم عراقي محترف ومدرب كرة قدم لعب مع المنتخب العراقي في كأس آسيا عام 1972.

## المسيرة المهنية
في سبعينات القرن العشرين لعب مع منتخب العراق لكرة القدم. كان كابتن سابق في نادي الزوراء في السبعينات. لعب في مركز الوسط كما لعب على الجناح الأيمن.
في عام 1994، قام بتدريب نادي قطر الرياضي. كما قام بتدريب المنتخب اليمني لكرة القدم لفترة وجيزة في عام 1997. كان لديه مهلة ثانية كمدرب في نفس العام وهذه المرة إدارة الفريق حتى عام 1999. من 2002 إلى 2003 عمل مرة أخرى كمدرب للفريق اليمني.
في موسم 2009-2010، قاد نادي الزوراء.